# 1000-km-Rennen von Kyalami 1983

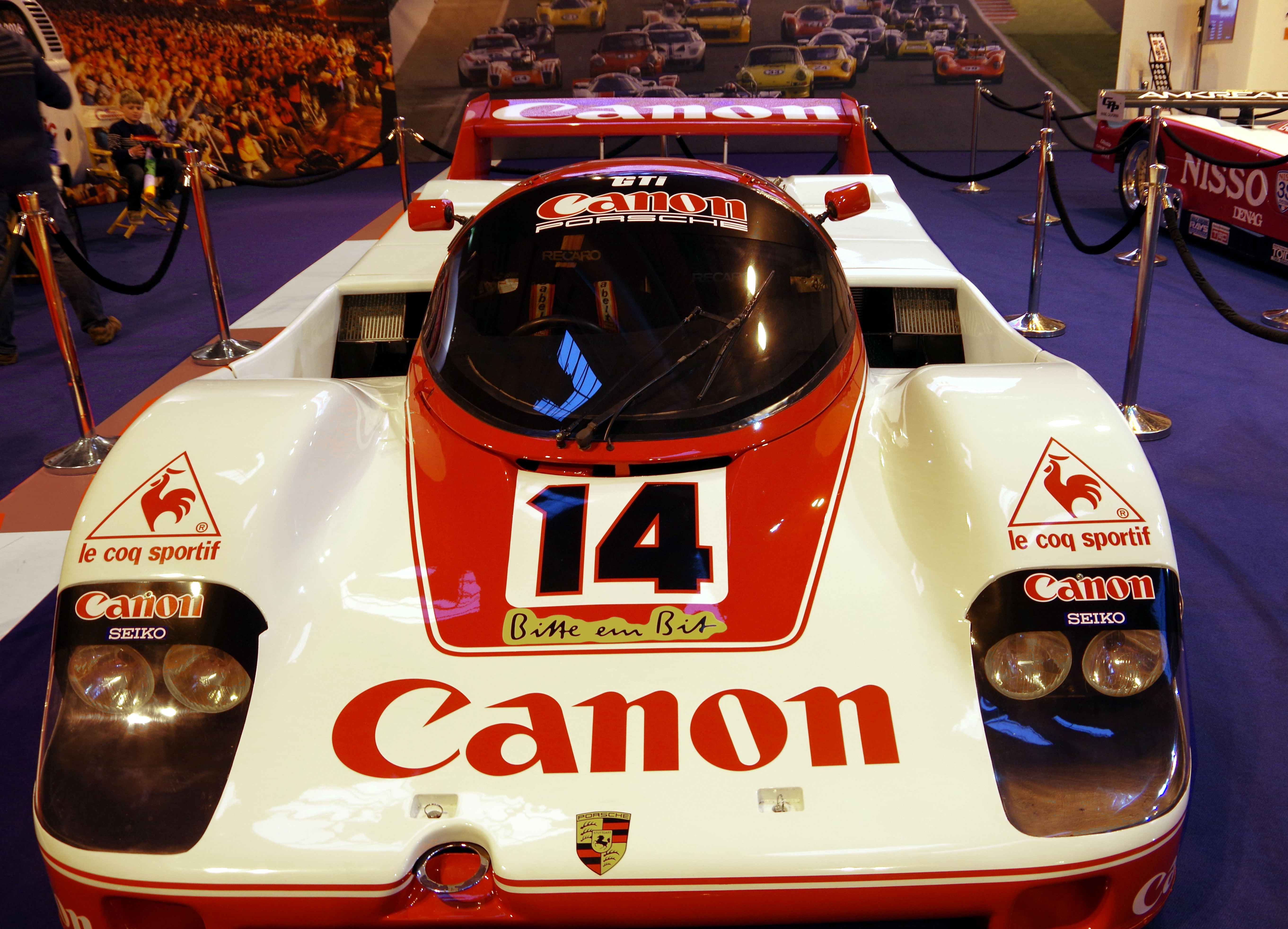
Porsche 956 Chassisnummer 006; Einsatzwagen von Jan Lammers und Jonathan Palmer

Das 1000-km-Rennen von Kyalami 1983, auch Castrol 1000 km Kyalami, fand am 12. Dezember auf dem Kyalami Grand Prix Circuit statt und war der siebte und letzte Wertungslauf der Sportwagen-Weltmeisterschaft dieses Jahres.

## Das Rennen
Beim letzten Rennen der Saison fiel die Entscheidung in der Fahrer-Weltmeisterschaft. Jacky Ickx reichte im Porsche 956 (Teampartner war Jochen Mass) ein dritter Rang hinter den siegreichen Teamkollegen Stefan Bellof und Derek Bell und dem Lancia LC2 von Riccardo Patrese und Alessandro Nannini zum Titelgewinn. Für Ickx war es nach 1982 der zweite Fahrertitel in dieser Rennserie.

## Ergebnisse

### Schlussklassement
| 1               | C        | 2  | Rothmans Porsche           | Stefan Bellof Derek Bell                                     | Porsche 956             | 244 |
| 2               | C        | 4  | Martini Racing             | Riccardo Patrese Alessandro Nannini                          | Lancia LC2              | 240 |
| 3               | C        | 1  | Rothmans Porsche           | Jochen Mass Jacky Ickx                                       | Porsche 956             | 236 |
| 4               | C        | 12 | Joest Racing               | Dieter Schornstein Louis Krages Bob Wollek                   | Porsche 956             | 228 |
| 5               | C        | 14 | Richard Lloyd Racing       | Jan Lammers Jonathan Palmer                                  | Porsche 956             | 225 |
| 6               | C        | 16 | Fitzpatrick Racing         | Sarel van der Merwe Tony Martin Graham Duxbury               | Porsche 956             | 224 |
| 7               | C        | 15 | Joest Racing               | Leopold von Bayern Siegfried Brunn Klaus Grögor              | Porsche 936C            | 217 |
| 8               | B        | 72 | Jens Winther               | Jens Winther Lars-Viggo Jensen                               | BMW M1                  | 200 |
| 9               | B        | 74 | Strandell Racing           | Tomas Wiren Kenneth Leim                                     | Porsche 930             | 193 |
| 10              | B        | 76 | Charles Ivey Racing        | John Cooper Giorgio Cavalieri Paul Smith                     | Porsche 930             | 193 |
| 11              | B        | 73 | Bernd Schiller             | Wolfgang Braun Charles Brittz                                | Porsche 930             | 190 |
| 12              | C Junior | 64 | Jolly Club                 | Martino Finotto Carlo Facetti Massimo Faraci                 | Alba AR2                | 190 |
| 13              | Modified | 91 | BMW Dealer Team            | Tony Viana John Moni                                         | BMW 535i                | 188 |
| 14              | C        | 51 | Sivama                     | Pasquale Barberio Mario Radicella Maurizio Gellini           | Lancia LC1              | 186 |
| 15              | Modified | 97 | Nissan South Africa        | George Bezuidenhout Andy Terlouw                             | Nissan Skyline          | 185 |
| 16              | ser.T    | 83 | Alfa Romeo South Africa    | Dick Pickering Maurizio Bianco                               | Alfa Romeo Alfetta GTV6 | 184 |
| 17              | ser.T    | 84 | Pat Coles                  | Clarrie Taylor Chris Swanepoel                               | Mazda RX-7              | 182 |
| 18              | Modified | 94 | Autoquip                   | Hennie van der Linde George Santana                          | Nissan Skyline          | 170 |
| Nicht klassiert |          |    |                            |                                                              |                         |     |
| 19              | B        | 71 | Edgar Dören                | Axel Felder Peter Hähnlein Michel Lateste                    | Porsche 930             | 165 |
| Disqualifiziert |          |    |                            |                                                              |                         |     |
| 20              | C        | 22 | Porsche Kremer Racing      | Franz Konrad Kees Kroesemeijer George Fouché                 | Porsche CK5             | 196 |
| 21              | B        | 70 | Racing Team Jürgensen GmbH | Edgar Dören Helmut Gall Hans Christian Jürgensen             | BMW M1                  | 1   |
| 22              | Modified | 95 | Nissan South Africa        | Barry Flowers Dick Sorensen                                  | Nissan Stanza           | 1   |
| Ausgefallen     |          |    |                            |                                                              |                         |     |
| 23              | C        | 5  | Martini Racing             | Piercarlo Ghinzani Hans Heyer                                | Lancia LC2              | 163 |
| 24              | C        | 3  | Rothmans Porsche           | Al Holbert Vern Schuppan                                     | Porsche 956             | 143 |
| 25              | B        | 75 | Hobby Rallye               | Olindo Del-Thé Mario Regusci                                 | Porsche 930             | 123 |
| 26              | C Junior | 67 | Tiga Cars South Africa     | Trevor van Rooyen Peter Morrison                             | Tiga SC83               | 118 |
| 27              | ser. T   | 82 | Alfa Romeo South Africa    | Arnold Chatz Eric Saunders                                   | Alfa Romeo Alfetta GTV6 | 111 |
| 28              | Modified | 93 | Aloes Motors               | Ben Morgenrood Willie Hepburn                                | Mazda RX-7              | 108 |
| 29              | ser. T   | 81 | Glenwood Motors            | Roffino Fontes Abel D'Oliviera                               | Alfa Romeo Alfetta GTV6 | 75  |
| 30              | ser. T   | 85 | FU Jeans                   | Cliff Coetzee Paul Cox                                       | BMW 535i                | 72  |
| 31              | C Junior | 66 | Rolf Götz                  | Rolf Götz Siegfried Rieger                                   | Rieger GCJ              | 60  |
| 32              | C Junior | 63 | Jolly Club                 | Guido Daccò Marco Vanoli                                     | Alba AR2                | 58  |
| 33              | C        | 8  | Joest Racing               | Bob Wollek Chico Serra Stefan Johansson                      | Porsche 956             | 48  |
| 34              | C        | 35 | Brun Motorsport            | Hans-Joachim Stuck Massimo Sigala Harald Grohs Umberto Grano | Porsche 956             | 48  |
| 35              | C        | 11 | John Fitzpatrick Racing    | Thierry Boutsen David Hobbs Desiré Wilson                    | Porsche 956             | 47  |
| 36              | C Junior | 68 | Tiga Cars South Africa     | Wayne Taylor Lew Baker                                       | Tiga SC83               | 45  |
| 37              | C        | 52 | Sivama                     | Nicola Bianco Fausto Carello                                 | Lancia LC1              | 43  |
| 38              | Modified | 90 | P Kaye-Eddie               | Paddy Driver Robby Smith                                     | BMW 535i                | 40  |
| 39              | ser. T   | 80 | Glenwood Motors            | William van Zyl Mike Formato                                 | Alfa Romeo Alfetta GTV6 | 39  |
| 40              | Modified | 92 | Shell Sport South Africa   | Mike O’Sullivan Paddy O’Sullivan                             | Rover 3500              | 13  |

### Nur in der Meldeliste
Hier finden sich Teams, Fahrer und Fahrzeuge, die ursprünglich für das Rennen gemeldet waren, aber aus den unterschiedlichsten Gründen daran nicht teilnahmen.
| Pos. | Klasse   | Nr. | Team               | Fahrer                        | Chassis        |
| ---- | -------- | --- | ------------------ | ----------------------------- | -------------- |
| 41   | C        | 53  | Scuderia Mirabella | Giorgio Francia Paolo Barilla | Lancia LC2     |
| 42   | Modified | 96  | Cornight Motors    | Don Bruins Brian Rowlings     | Toyota Corolla |

### Klassensieger
| Klasse   | Fahrer          | Fahrer            | Fahrer         | Fahrzeug                | Platzierung im Gesamtklassement |
| -------- | --------------- | ----------------- | -------------- | ----------------------- | ------------------------------- |
| B        | Jens Winther    | Lars-Viggo Jensen |                | BMW M1                  | Rang 8                          |
| C        | Stefan Bellof   | Derek Bell        |                | Porsche 956             | Gesamtsieg                      |
| C Junior | Martino Finotto | Carko Facetti     | Massimo Faraci | Alba AR2                | Rang 12                         |
| ser. T   | Dick Pickering  | Maurizio Bianco   |                | Alfa Romeo Alfetta GTV6 | Rang 16                         |
| Modified | Tony Viana      | John Moni         |                | BMW 535i                | Rang 13                         |

### Renndaten
- Gemeldet: 42
- Gestartet: 40
- Gewertet: 18
- Rennklassen: 5
- Zuschauer: 30.000
- Wetter am Renntag: erst trocken dann leichter Regen und einsetzende Dunkelheit als Rennende
- Streckenlänge: 4,104 km
- Fahrzeit des Siegerteams: 5:44:06,330 Stunden
- Gesamtrunden des Siegerteams: 244
- Gesamtdistanz des Siegerteams: 1001,376 km
- Siegerschnitt: 174,605 km/h
- Pole Position: Stefan Bellof – Porsche 956 (#2) – 1:08,880 = 208,442 km/h
- Schnellste Rennrunde: Stefan Bellof – Porsche 956 (#2) – 1:16,990 = 195,454 km/h
- Rennserie: 7. Lauf zur Sportwagen-Weltmeisterschaft 1983